# Naike Rivelli
Naike Rivelli (* 10. Oktober 1974 in München) ist eine italienische Schauspielerin und ein international tätiges Model.

## Leben
Naike Rivelli ist die Tochter der Schauspielerin Ornella Muti. Sie studierte an der Internationalen Schule für Theater und Kino in Rom. In mehreren Produktionen trat sie gemeinsam mit ihrer Mutter auf, wobei sie junge Frauen spielte, die in höherem Alter von ihrer Mutter dargestellt wurden. Im Jahr 2002 spielte sie an der Seite von Matthias Koeberlin als Sharon die Hauptrolle in dem Film Das Jesus Video.
Als Model nahm sie an Modeschauen von Alviero Martini, Christian Dior, Cartier und Emporio Armani teil. Sie zierte im Mai 2005 und im Dezember 2011 das Cover der deutschen Ausgabe des Playboy.
1996 brachte sie ihren Sohn zur Welt. Sie heiratete 2002 Manou Lubowski, den sie bei den Dreharbeiten zu Das Jesus Video kennengelernt hatte. Die Ehe wurde am 29. Juli 2008 geschieden.

## Filmografie
- 1990: Die Reise des Capitan Fracassa
- 1998: Angelo nero (TV-Drama)
- 1998: Der Graf von Monte Christo
- 2000: Jeder stirbt – The Unscarred (The Unscarred)
- 2000: Film
- 2000: Everybody Dies
- 2001: Antonia – Zwischen Liebe und Macht
- 2001: South Kensington
- 2002: Der Bestseller – Mord auf italienisch
- 2002: Das Jesus Video
- 2003: Espresso
- 2005: Le Clessidra
- 2005: Casanova
- 2009: Open Graves
- 2010: Willkommen im Süden
- 2011: Una notte da paura
- 2011: Il regista del mondo (Kurzfilm)
- 2012: The Last Book
- 2016: Mamma non vuole (Kurzfilm)
- 2017: Dove non ho mai abitato